# 哈蒙尼·科林
哈蒙尼·科林（英語：Harmony Korine，1973年1月4日—）是一名美國電影導演、演員、攝影、藝術家、作家。其技法以飄忽不定、鬆散和越界的美學為特色，探索禁忌主題並結合實驗技術，亦從事如藝術、音樂、時尚和廣告作品。
因探索非傳統敘事和機能不全家族主題的電影《衝擊年代》（1995年；編劇）和《奇異小子》（1997年；首部長片）而聞名，其他代表作品如《寂寞先生》（2007年）、《放浪青春》（2012年）以及《海邊沒有派對》（2019年）。

## 早年
科林出生於加州博利納斯的猶太家庭，是伊芙和索爾·科林的兒子。父親為伊朗猶太移民，是一名踢踏舞演員，並在1970年代為公共廣播電視公司製作一部有關“一群色彩繽紛的南方人物”的紀錄片；同時也會帶科林去嘉年華會和馬戲團，並教他如何使用寶萊克斯攝影機。兒時的科林常和父親一起看電影，父親為科林租借巴斯特·基頓的電影，並帶他去電影院觀看韋納·荷索的《侏儒叛逆記》（1970年）。科林回憶道：“我知道電影中有一種我以前從未見過如此強大的詩歌。”
科林在舊金山灣區的一處意識社區裡與家人一起度過童年，直到1980年代初，舉家搬遷至田納西州納許維爾，並在當地就讀希爾伯勒高中，然後搬至紐約市與祖母住在一起。十多歲之時，科林在舊金山度過整個夏天，“玩滑板、住屋頂、遠離父母、打架。你知道，女孩們嘛。那時我剛開始涉足電影，但有拍電影的想法是後來在高中的時候產生的。”他開始經常光顧復興劇院，觀看如約翰·卡薩維蒂、韋納·荷索、尚盧·高達、勞勃·阿特曼、賴納·維爾納·法斯賓德和艾倫·克拉克等導演的電影。在接受布魯斯·勒布斯採訪時，科林簡要地提到他在大學學習的是工商管理。 其他消息來源指出，他在紐約大學蒂施藝術學院學習了一學期的戲劇寫作後退學，開始了職業滑板運動員的職業生涯。

## 事業

### 衝擊年代（英语：Kids (film)）和奇異小子（英语：Gummo）（1994年至1998年）
科林與朋友在華盛頓廣場公園溜冰時遇到了攝影師賴瑞·克拉克。攝影師對他感到印象深刻，並請求他創作一個關於溜冰者的劇本，並在情節中加入青少年愛滋病經歷。科林隨後告訴克拉克：“我一生都在等待寫這個故事。”在之後三週的時間裡，科林寫出《衝擊年代》；一部在紐約市愛滋病危機期間幾名曼哈頓青少年一天內充滿性與毒品生活的電影。《衝擊年代》在1995年上映時獲得了褒貶不一的評價，但此後已成為一部重要的邪典電影。其中，克蘿伊·塞凡妮和蘿莎瑞·道森在本片中為首次演出。雖然本片頗具爭議性，卻為科林開啟電影職業生涯。這使他與電影製片人凱利·伍茲取得聯繫，並得到預算約100萬美元來製作科林的首部長片《奇異小子》。
1997年，科林編導的《奇異小子》以1970年代初被捷尼亞龍捲風所摧毀後的俄亥俄州齊尼亞小鎮生活為背景的作品。本片放棄傳統敘事方式，由科林撰寫一系列非線性、破碎的草圖。本片只有五位經驗豐富的職業演員；大部分演員都是在田納西州前期製作期間找到的。本片以令人不安、時常怪異的場景以及夢幻般配樂而聞名，增強了令人不安的氛圍。其特點為“不拘一格的配樂，包括死亡金屬、瑪丹娜和羅伊·奧比森
。”
該片於1997年8月29日在第24屆特柳賴德電影節全球首映。三個月後，韋納·荷索致電給科林並給予電影正面評價，尤其是浴缸場景中貼在牆上的培根。他告訴《紐約時報》，“當我看到一塊炸培根固定在《奇異小子》的浴室牆上時，我從椅子上驚呆了。科林發出的是把自己放在嶄新立場的新一代電影導演的清晰的聲音。它永遠不會主宰世界主流電影，但那又如何呢？”
儘管大多數主流影評人嘲笑為難以理解的混亂，但最終在第54屆威尼斯影展獲得費比西獎，並為科林贏得葛斯·范桑等著名電影導演的敬佩。它被稱為“與你一段時間以來見過的任何東西都不一樣”，並且“如果你是那種聲稱對商業電影製作的可預測性感到沮喪的人，它提供了一個難得的機會把錢放在嘴邊。”
1998年，科林發行了《安妮·法蘭克日記II》一部40分鐘的三屏拼貼畫，其中一個男孩埋葬了他的狗，孩子們穿著撒旦衣服嘔吐在聖經上，還有一個黑臉扮裝的男人一邊跳舞一邊唱著“我的邦妮”。部分素材使用與《奇異小子》相同的演員和主題，並且被視為其姊妹篇，因為該片使用了未使用於《奇異小子》最終剪輯的鏡頭。本片的口碑“進一步令影評人反感”，並鞏固科林作為臭名昭著的令人震驚和實驗導演的地位。

### 驢孩朱利安（英语：Julien Donkey-Boy）與性、滑板、七年級（1999年至2003年）
《驢孩朱利安》於1999年發行，其中包含一份已簽署的逗馬宣言。雖然它打破該運動的一些基本原則，但拉斯·馮·提爾稱讚科林創造性地解釋規則的能力。
故事從艾文·布萊納飾演的一名患有精神分裂症且未經治療的年輕人的角度講述，他試圖了解自己日益惡化的世界。韋納·荷索飾演朱利安的虐待狂和極度敏感的父親。科林曾一度扮演兒子，但他做出了讓步，被布萊納取代。
如《奇異小子》、《衝擊年代》一樣，本片亦成為了一部邪典電影，是那些尋求電影的人的首選電影，正如羅傑·艾伯特在他的三星評級評論中所言，“對大多數電影觀眾來說是令人震驚的”，而非“華而不實的獨立製作”現在已成為常態。
2000年，《魔鬼、罪人及其旅程》（英語：The Devil, The Sinner, and His Journey）首映，其中科林以黑金屬屍體彩繪飾演O·J·辛普森，強尼·戴普飾演卡托·凱林。同年，科林執導短片《Korine Tap for Stop For a Minute》，這是由眼花繚亂雜誌和FilmFour Lab 委託製作的短片系列。電影中科林黑臉扮裝跳踢踏舞。
2002年，賴瑞·克拉克根據科林幾年前所編寫的劇本製作了《性、滑板、七年級》。本片是另一部關於青春失常的成人故事，且並未在美國發行。 該片上映時，克拉克和科林早已分道揚鑣，而科林也沒有參與其製作。
2003年，製作了電視紀錄片《大衛布萊恩之倫敦玻璃屋》，講述了他的朋友兼合作者大衛·布萊恩的故事，以及他在倫敦泰晤士河畔公園的一個懸掛有機玻璃盒子內進行的44天特技表演。由天空電視台和第四頻道委託製作的紀錄片，同時還包括笑話、視覺詩歌和音樂。此外，科林還與布萊恩合作製作了許多布萊恩的特輯。

### 寂寞先生（英语：Mister Lonely）與垃圾保險桿（英语：Trash Humpers）（2007年至2009年）
第三部長片《寂寞先生》由他的兄弟艾維·科林共同編劇，由迭戈·卢纳、薩曼莎·摩頓、丹尼·拉馮、安妮德·巴蘭寶、大衛·布萊恩、韋納·荷索與馬爾‧懷特利（英語：Mal Whiteley）主演。本片於第60屆坎城影展全球首映，並於2008年院線上映。820萬美元的預算為科林作品預算最高的一部 ，該片評價褒貶不一，上映的九個月總收入為386,915美元。
本片講述了「一位迷失在巴黎的美國年輕人的故事。以喬裝麥可·傑克森的方式謀生，在街頭、公園、旅遊景點和貿易展上跳舞。與其他人不同的是，他在老年之家的一次演出中，麥可傑克森遇見了瑪麗蓮·夢露，被她天使般的美麗所困擾，他跟隨她來到高地的一個公社，與她的丈夫查理·卓別林和她的女兒秀蘭·鄧波兒會合。該公社是一個人人成名、「無人老去」的地方。這裡是教宗、英國女王、瑪丹娜、詹姆斯·迪恩等模仿者搭建了一座舞台，希望全世界都能參觀並觀賞他們的表演。一切都很美，直到世界發生轉變，現實闖入他們的烏托邦之夢。
同年，科林也出現在紀錄片《美麗失敗者》中，其生活與事業是本片的焦點之一，其他藝術家包括麥克·米爾斯、謝帕德·費爾雷、瑪格麗特·基爾加倫、喬·傑克森（英語：Jo Jackson）和貝瑞·麥吉。在紀錄片中，科林討論他作為藝術家和電影導演的動機，以及創作從未見過的電影的靈感。科林的一部罕見的、早期的、未命名的短片中也出現在紀錄片裡，該短片甚至比《衝擊年代》還要早些年製作。
2008年，科林與MJZ簽約，擔任全球商業代表。
2009年9月6日，科林的作品《垃圾保險桿》在第34屆多倫多影展願景單元全球首映。儘管是一部虛構作品，但該片仍在2009年11月著名的哥本哈根國際紀錄片影展上獲得了最高榮譽。
2011年3月，科林發布了一部名為《Umshini wami》的短片，這是一首流行的祖魯鬥爭歌曲，意思為「把我的機關槍拿來」。 該短片由回答樂團的Ninja和尤蘭蒂·維瑟主演。2011年9月，科林發行了一部名為《雪球》（英語：Snowball）的短片，由Proenza Schouler時尚品牌贊助。

### 放浪青春（英语：Spring Breakers）與海邊沒有派對（2012年至2019年）
科林的下一個項目是犯罪片《放浪青春》，該劇於2012年在佛羅里達州製作，由詹姆斯·法蘭科、賽琳娜·戈梅茲、凡妮莎·哈金斯、艾希莉·班森和科林的妻子瑞秋·科林主演。在回顧正在拍攝的早期場景以及談到導演的情節、演員和早期作品時，Indiewire寫道：“這可能是導演製作過的最奇怪的電影，因為它的本質與他過去的作品完全截然不同。”紐約時報寫道“科林先生似乎同時擁有這兩種（或多種）方式，這似乎是一種逃避，但前提是你相信藝術家的角色是一個說教者或責罵者。”主體拍攝於2012年3月30日殺青。同年入選第69屆威尼斯影展正式競賽單元並角逐金獅獎，並在9月4日進行全球首映，隨後在第37屆多倫多影展上展映，2013年3月22日於美國院線上映。
2019年，科林的第六部長片《海邊沒有派對》由馬修·麥康納、艾拉·費雪、馬汀·勞倫斯、史努比狗狗主演。

### EDGLRD（英语：EDGLRD）項目（2023年至今）
2023年，科林的第七部長片由加泰隆尼亞演員赫帝·莫亞和饒舌歌手崔維斯·史考特主演的《復仇邁阿密之惡魔殲滅者雄霸天下》。同年在第80屆威尼斯影展全球首映，由其公司EDGLRD製作和發行。
2024年，科林同EDGLRD製作和發行的第八部長片《嬰兒入侵》以第一人稱視角拍攝而成。同年在第81屆威尼斯影展全球首映。

## 藝術性及反響

### 風格與美學
科林並不把自己視作導演，而是描述其電影作品與藝術作品和攝影作品皆探索的「統一美學」。其大部分電影作品甚至劇本，皆探討機能不全家族、精神障礙、虐待、享樂主義、貧困和各種次文化的主題，以及不可靠的敘事者和觀點拼貼。隸屬於實驗性範疇，科林的許多電影都採用了寶麗來、超8、35釐米底片和VHS等媒介，例如：《奇異小子》和《驢孩朱利安》。對科林而言，即興創作亦是一種重要的電影製作技巧，作為保持電影「有生命力」的一種方式。科林補充其電影的社會、心理和次文化方面描述為構成其所描述的“美國風景。”
科林認為踢踏舞、雜耍和吟遊詩人對他在1990年代和2000年代的作品產生了影響。他特別指出范妮·布萊斯、艾迪·康托爾和艾爾·喬遜的喜劇是他刻意做作的表演風格和幽默的靈感來源。與歌舞雜耍一樣，科林的作品風格是表現性的，並且純粹透過主題聯想來發揮作用。並將此比作觀看各種照片的圖畫書，看似沒有上下文，但由於它們是連續整理和呈現的，所以形成了一個敘述。科林曾表示《奇異小子》後的電影皆以這種方式書寫，以努力保留“未定義的邊緣”。2009年，科林將自己美學中的理想環境概括為“一個廢棄的停車場，邊緣有一張髒兮兮的沙發……旁邊有一盞路燈。美國似乎是一系列廢棄的停車場、路燈和廢棄的沙發。”因此，該場景在其電影《垃圾保險桿》中頻繁出現。

### 影響
1997年，科林列出最喜歡的作家包含幽默作家詹姆斯·瑟伯和S.J.佩雷爾曼，以及南方哥特小說家弗蘭納里·奧康納。他也受到哲學家華特·班雅明的影響。近年來，科林亦對饒舌歌手兼合作者古馳·馬恩表示讚賞。
科林指出英國電影導演艾倫·克拉克對他在電影製作方面有很大的啟發，特別是在現實主義和大量場景的使用方面。1999年，科林列出自己的十大電影：海科特·巴班克的《街童》（1980年）、泰倫斯·馬力克的《窮山惡水》（1973年）和《天堂之日》（1978年）、約翰·休斯頓的《富城》（1972年）、韋納·荷索的《史楚錫流浪記》（1977年）、約翰·卡薩維蒂的《謀殺地下老闆》（1976年）和《權勢下的女人》（1974年）、勞勃·阿特曼的《花村》（1971年）、丹尼斯·霍珀的《突如其藍》（1980年）和尚盧·高達的《萬福瑪莉亞》（1985年）。

### 批評與讚賞
儘管遭受大多數主流評論家的蔑視，科林仍在威尼斯和鹿特丹等地贏得影展獎項。柏納多·貝托魯奇和葛斯·范桑等知名導演亦是科林作品坦率的支持者，范桑表示《奇異小子》“改變了我的生活”，貝托魯奇稱科林“創造了電影語言的革命”。
科林最初經常被貼上“壞孩子”的標籤，並經常被指責剝削和自我放縱。曾於1997年回應道：“怎麼能指望一位藝術家不自我放縱呢？這就是當今電影製作的全部問題……對我來說，藝術是一個人的聲音、一個想法、一個觀點——觀點，來自一個人。”認為沒有必要證明或詮釋投放到銀幕上的圖像意涵，並澄清它們只是“一部充滿激情和痴迷的電影”的結果。他另補充說：“我製作東西主要是為了娛樂自己，同時希望有某種類型的觀眾喜歡我正在做的事情 。”“電影就像一門死去的藝術，因為人們不冒險”並表現出他對“作者論作品”的偏愛。他在1999年認定：“再過十年或十五年，理解和欣賞《奇異小子》或我的作品的人將處在權力地位”，宣稱他的藝術中呈現的文化將變得更加突出。
科林表示其電影創作的前提是，如果在觀看電影後至少有一個畫面使你印象深刻並讓你改變對電影的看法，那麼代表它就是成功的。羅傑·艾伯特隨後在《驢孩朱利安》的評論中表示：“25歲的科林是最毫無拘束的新導演之一，與高達、卡薩維茲、荷索、沃荷、塔可夫斯基、布拉哈格等打破傳統電影的人同列其中……哈蒙尼·科林是一位貨真價實的電影導演，是一位富有創新精神、才華橫溢的電影導演，其作品迫使我們按照他的方式來觀看。”

## 其他事業

### 書籍
科林出版了多本書籍。《種族騷亂中的崩潰》是一本由片段所組成的實驗書籍，他在媒體露面和採訪中開玩笑地將其描述為他試圖寫出“美國偉大多重結局冒險案例小說版”，該書於1998年由Drag City出版。
同年，格羅夫出版社出版了《衝擊年代》（1995年）的劇本集，隨後出版了《奇異小子》（1997年）、《驢孩朱利安》（1999年）的劇本合集，以及一部名為《劇本合集中的笑話》（英語：Jokes in Collected Screenplays）的未完成劇本，由費伯出版社於2002年出版。《孤獨先生》（2007年）劇本集由瑞士出版商Nieves於2008年出版，照片由瑞秋·科林和布倫特·史都華（英語：Brent Stewart）拍攝。這些書籍中的大多數與最終製作的電影有所區別。  2008年，Drag City還與滑板運動員兼作家馬克·岡薩雷斯合著出版了一本名為《The Collected Fanzines》的粉絲雜誌合集。

## 個人生活
1993年，科林高中三年級時在紐約市華盛頓廣場公園遇見了克蘿伊·塞凡妮。兩人成為親密的朋友，這導致她出演了低成本獨立電影《衝擊年代》（1995年）。兩人的戀愛關係在2000年代初結束，不過兩人仍保持朋友關係。現已與女演員瑞秋·科林結婚，並育有三個孩子。
2009年，科林因簽署支持電影導演羅曼·波蘭斯基的請願書而受到批評。波蘭斯基因1977年被指控對一名13歲女孩下藥並強姦而在瑞士被捕後，並呼籲釋放他。

## 作品

### 劇情長片
| 年份 | 標題                                           | 導演 | 編劇 |
| ---- | ---------------------------------------------- | ---- | ---- |
| 1995 | 《衝擊年代》 Kids                              | 否   | 是   |
| 1997 | 《奇異小子》 Gummo                             | 是   | 是   |
| 1999 | 《驢孩朱利安》 Julien Donkey-Boy               | 是   | 是   |
| 2002 | 《性、滑板、七年級》 Ken Park                  | 否   | 是   |
| 2007 | 《寂寞先生》 Mister Lonely                     | 是   | 是   |
| 2009 | 《垃圾保險桿》 Trash Humpers                   | 是   | 是   |
| 2012 | 《放浪青春》 Spring Breakers                   | 是   | 是   |
| 2019 | 《海邊沒有派對》 The Beach Bum                 | 是   | 是   |
| 2023 | 《復仇邁阿密之惡魔殲滅者雄霸天下》 AGGRO DR1FT | 是   | 是   |
| 2024 | 《嬰兒入侵》 Baby Invasion                     | 是   | 是   |

## 外部連結
- Harmony Korine在互联网电影资料库（IMDb）上的資料（英文）
- 哈蒙尼·科林在豆瓣上的资料（简体中文）